# Memecylon subsessile
Memecylon subsessile är en tvåhjärtbladig växtart som beskrevs av Joseph Marie Henry Alfred Perrier de la Bâthie. Memecylon subsessile ingår i släktet Memecylon och familjen Melastomataceae.
Artens utbredningsområde är Madagaskar. Inga underarter finns listade i Catalogue of Life.